# Guibeville
Guibeville is een gemeente in het Franse departement Essonne (regio Île-de-France) en telt 654 inwoners (1999). De plaats maakt deel uit van het arrondissement Palaiseau.

## Geografie
De oppervlakte van Guibeville bedraagt 2,6 km², de bevolkingsdichtheid is 251,5 inwoners per km².
De onderstaande kaart toont de ligging van Guibeville met de belangrijkste infrastructuur en aangrenzende gemeenten.

## Demografie
Onderstaande figuur toont het verloop van het inwonertal (bron: INSEE-tellingen).